# شاخص جریان مذاب

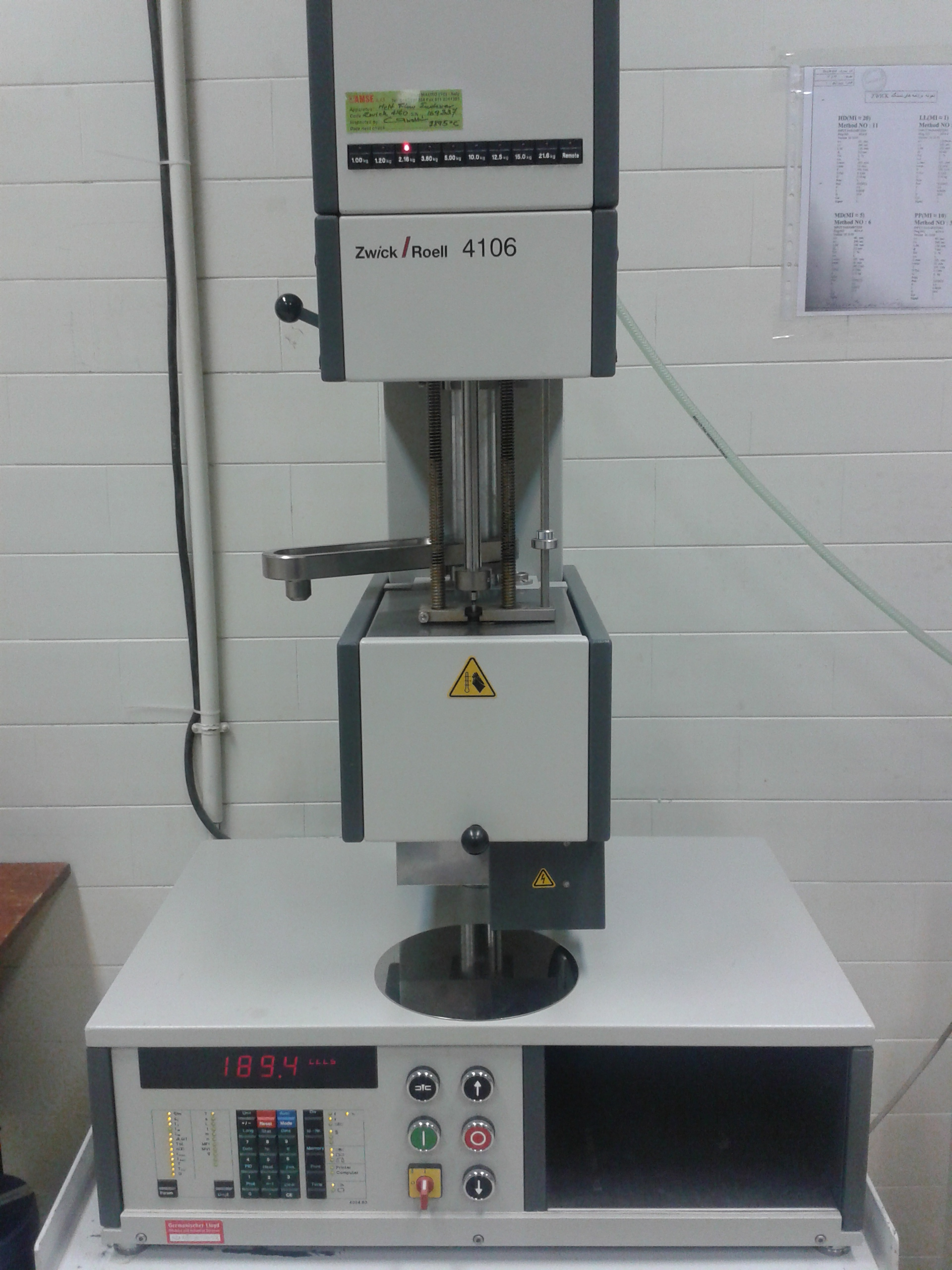
دستگاه اندازه گیری شاخص جریان مذاب

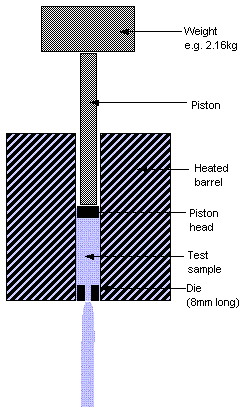
شمای کلی اندازه گیری شاخص جریان مذاب

شاخص جریان مذاب (MFI) اندازه گیری سهولت جریان مذاب یک پلیمر گرمانرم است. یکای شاخص جریان مذاب (MFI) به صورت جرم پلیمر مذاب عبور کرده از یک سوراخ (دای) بر حسب گرم با قطر، طول و فشار معین در ده دقیقه در دمای مشخص (پلی اتیلن ۱۹۰ درجه سانتیگراد و پلی پروپیلن ۲۳۰ درجه سانتیگراد) تعریف شده است.
در واقع می توان این طور تعریف کرد که شاخص جریان مذاب، جرم پلیمری (بر حسب گرم) است که در مدت ده دقیقه از میان یک روزنهٔ (Die) با قطر و طول ثابت در دمای ثابت بیرون می‌آید، و این در حالی است که وزنهٔ استانداردی بر روی پیستون محفظهٔ رانش که حاوی حدود سه گرم (تا ۸ گرم) پلیمر است، قرار دارد. شاخص جریان مذاب تا حدودی (اما نه دقیق) نسبت معکوس با گرانروی مذاب دارد. بنا بر این با افزایش وزن مولکولی متوسط، کاهش می‌یابد. شاخص جریان مذاب بالاتر، نشان دهندهٔ روانی بیشتر در دماهای فرآورش است. این نماد در اصل برای نشان دادن ویژگی‌های سیلانی (روانی) به عنوان معیاری از قابلیت اکسترود شدن است. به طور کلی با افزایش شاخص جریان مذاب، استحکام کششی، مقاومت پارگی، دمای نرم شدن و چقرمگی پلیمر کاهش می‌یابد.  
امروزه در اسناد رسمی (استانداردها از قبیل ISO 1133 و ASTM D 1238) تغییرات زیر رخ داده است: 
formerly: (MFI = Melt Flow Index) → currently: (MFR = Melt mass-Flow Rate)
formerly: (MVI = Melt Volume Index) → currently: (MVR = Melt Volume-flow Rate)
formerly: (MFR = Melt Flow Ratio) → currently: (FRR = Flow Rate Ratio)

شرایط آزمایش نمونه های برخی از پلاستیک ها:
|                             | وزنه اعمال شده (کیلوگرم) | وزنه اعمال شده (کیلوگرم) | وزنه اعمال شده (کیلوگرم) | وزنه اعمال شده (کیلوگرم) | وزنه اعمال شده (کیلوگرم) | وزنه اعمال شده (کیلوگرم) | وزنه اعمال شده (کیلوگرم) |
| دمای آزمون (درجه سانتیگراد) | ۰٬۳۲۵                    | ۱٬۲                      | ۲٬۱۶                     | ۳٬۸                      | ۵                        | ۱۰                       | ۲۱٬۶                     |
| --------------------------- | ------------------------ | ------------------------ | ------------------------ | ------------------------ | ------------------------ | ------------------------ | ------------------------ |
| ۱۲۵                         | EVA                      |                          |                          |                          |                          |                          |                          |
| ۱۵۰                         |                          |                          | EVA                      |                          |                          |                          |                          |
| ۱۹۰                         |                          |                          | PE EVA POM               |                          | PE PP                    |                          | PE WPC                   |
| ۲۰۰                         |                          |                          |                          |                          | PS                       |                          |                          |
| ۲۲۰                         |                          |                          |                          |                          |                          | ABS SAN ASA              |                          |
| ۲۳۰                         |                          |                          | PP                       | PMMA                     | PP PVDF                  |                          |                          |
| ۲۳۵                         |                          |                          | PA-12 PA-11              |                          | PA-12 PA-11              | PA-11                    |                          |
| ۲۵۰                         |                          |                          | PBT                      |                          |                          |                          |                          |
| ۲۶۰                         |                          |                          | PBT                      |                          | PMP                      | PMMI                     |                          |
| ۲۷۵                         |                          |                          |                          |                          | PA                       |                          |                          |
| ۲۸۰                         |                          | PPE/PS                   | PET PPE/PS               | PPE/PS                   | PPE/PS                   |                          |                          |
| ۳۰۰                         |                          | PC                       | PPE/PS                   |                          | PA-GF PPE/PS             | PPE/PS                   |                          |
| ۳۱۵                         |                          |                          |                          |                          | PPS                      |                          |                          |
| ۳۳۰                         |                          |                          | PC                       |                          |                          | PA6T                     |                          |
| ۳۴۰                         |                          |                          | PC                       |                          |                          | PEI                      |                          |
| ۳۴۳                         |                          |                          | PSU                      |                          |                          |                          |                          |
| ۳۶۰                         |                          |                          |                          |                          |                          | PES PPSU PSU             |                          |
| ۴۰۰                         |                          |                          | PES PPSU PEEK            |                          |                          |                          |                          |